# كامبلولارا
بلدية كامبلولارا (بالإسبانية: Campolara)‏, هي إحدى بلديات مقاطعة برغش, التي تقع في منطقة قشتالة وليون, والتي تقع في شمال غرب إسبانيا.
يبلغ عدد سكانها 88 نسمة وفقاً لإحصائية سنة (2002).